# Preussens ministerpræsidenter
Ministerpræsident (tysk: Ministerpräsident) var titlen på regeringslederen i Preussen fra 1848 til 1945.
Fra 1935 mistede delstaterne deres betydning, og dermed blev embedet som ministerpræsident reduceret til en ceremoniel post.
Fra 1702 til 1848 havde indehaveren af et tilsvarende embede titlen: ledende minister (tysk: leitenden Minister). 
Fra 1807 til 1850 brugte førsteministeren også titlen statskansler (tysk: Staatskanzler). 

## Preussiske ministerpræsidenter 1848 – 1894
Denne liste er ufuldstændig; hjælp gerne med at udfylde den.
- 1858 – 1862: Karl Anton af Hohenzollern-Sigmaringen
- marts – september 1862: Adolf zu Hohenlohe-Ingelfingen
- 1862 – 1872: Otto von Bismarck, nordtysk forbundskansler 1867 – 1871, tysk rigskansler 1871 – 1890 (1. periode)
- 1. januar 1873 – 9. november 1873: Albrecht Graf von Roon
- 1873 – 1890:  Otto von Bismarck (2. periode)
- 1890 – 1892: Leo von Caprivi, tysk rigskansler 1890 – 1894
- 1892 – 1894: Botho zu Eulenburg

## Preussiske ministerpræsidenter og tyske rigskanslere 1894 – 1918
- 1894 – 1900: Chlodwig zu Hohenlohe-Schillingsfürst
- 1900 – 1909: Bernhard von Bülow
- 1909 – 1917: Theobald von Bethmann Hollweg
- juli – oktober 1917: Georg Michaelis
- 1917 – 1918: Georg von Hertling
- 3. oktober – 9. november 1918: Max af Baden

## Preussiske ministerpræsidenter 1918 – 1945
- 1918 – 1919: Paul Hirsch  (SPD) (1. periode) og Heinrich Ströbel (USPD)
- 1919 – 1920: Paul Hirsch (SPD) (2. periode)
- 1920 – 1921: Otto Braun (SPD) (1. periode)
- april – november 1921: Adam Stegerwald (Zentrum)
- 1921 – 1925: Otto Braun (2. periode)
- 18. – 20. februar 1925: Wilhelm Marx (Zentrum), rigskansler fire gange i 1923 – 1928
- 1925 – 1932: Otto Braun (3. periode)
- 20. juli – 29. oktober 1932: Franz von Papen konstitueret ministerpræsident (1. periode), (1921 – 1932 Zentrum, derefter partiløs), rigskansler juni - november 1932
- 29. oktober – 3. december 1932: Franz von Papen, konstitueret ministerpræsident (2. periode)
- 3. december 1932 – 28. januar 1933: Kurt von Schleicher, konstitueret ministerpræsident, rigskansler i samme periode
- 30. januar – 7. april 1933: Franz von Papen, konstitueret ministerpræsident (3. periode) med Hermann Göring som konstitueret indenrigsminister
- 11. april 1933 – 1945: Hermann Göring

## Forgængere 1702 – 1848
Fra 1702 til 1848 havde regeringens leder titlen: ledende minister (tysk: leitenden Minister). 
Fra 1807 til 1850 brugte førsteministeren også titlen statskansler (tysk: Staatskanzler). 
Under Napoleonskrigene var de ledende ministre:
- Christian von Haugwitz (1802 – 1804 og 1806)
- Karl August von Hardenberg (1804 – 1806, 1807 og 1810 – 1822)
- Karl Friedrich von Beyme (1806 – 1807)
- Heinrich Friedrich Karl vom und zum Stein (1807 – 1808)
- Friedrich Ferdinand Alexander zu Dohna-Schlobitten (1808 – 1810)